# Малое Мартово
Малое Ма́ртово — деревня в Павловском районе Нижегородской области. Входит в состав Калининского сельсовета.